# James Bryce
(James Bryce)
James Bryce, I visconte Bryce (Belfast, 10 maggio 1838 – Sidmouth, 22 gennaio 1922), è stato un politico, storico e giurista britannico.
Bryce fu decorato con il Order of Merit e il Royal Victorian Order.
Fu presidente della British Academy dal 1913 al 1917.
Elaborò la distinzione tra «costituzione rigida» e «costituzione flessibile». Una costituzione è flessibile se, formatasi nel corso di un lungo sviluppo, è soggetta - senza alcun vincolo formale - a continui aggiustamenti e mutamenti; una costituzione è rigida in quanto, varata solennemente da un determinato organo, determina una volta per tutte la forma dello Stato e scoraggia i mutamenti dichiarandosi intangibile o quantomeno prevedendo regole cogenti per la propria modificazione.

## Opere
- (EN) The Holy Roman Empire, a new edition enlarged and revised throughout, London, Macmillan & Co., 1904  [1866].